# Atlantic Championship
| Atlantic Championship    | Atlantic Championship |
| ------------------------ | --------------------- |
| Kategoria                | Wyścigi samochodowe   |
| Region                   | Ameryka Północna      |
| Pierwszy sezon           | 1974                  |
| Liczba kierowców         | 24                    |
| Liczba zespołów          | 12                    |
| Nadwozie                 | Swift Engineering     |
| Silnik                   | Mazda-Cosworth        |
| Silnik                   | Toyota                |
| Ostatni mistrz kierowców | Daniel Burkett        |
| Ostatni mistrz zespołów  | K-Hill Motorsports    |

Atlantic Championship (dawniej Formula Atlantic, Toyota Atlantics oraz Champ Car Atlantics) – seria wyścigowa samochodów jednomiejscowych organizowana w Ameryce Północnej od 1974 roku. od 2012 roku seria była organizowana pod szyldem SCCA Pro Racing.

## Mistrzowie
| Sezon                                        | Mistrz               | Zespół                    |                  |                  |
| Formula Atlantic                             | Formula Atlantic     | Formula Atlantic          | Formula Atlantic | Formula Atlantic |
| -------------------------------------------- | -------------------- | ------------------------- | ---------------- | ---------------- |
| 1974                                         | Bill Brack           |                           |                  |                  |
| 1975                                         | Bill Brack           | Scott Racing              |                  |                  |
| 1976 CASC                                    | Gilles Villeneuve    | Ecurie Canada             |                  |                  |
| 1976 IMSA                                    | Gilles Villeneuve    | Ecurie Canada             |                  |                  |
| 1977                                         | Gilles Villeneuve    | Ecurie Canada             |                  |                  |
| 1978                                         | Howdy Holmes         | Shierson Racing           |                  |                  |
| 1979                                         | Tom Gloy             |                           |                  |                  |
| 1980                                         | Jacques Villeneuve   |                           |                  |                  |
| 1981                                         | Jacques Villeneuve   |                           |                  |                  |
| 1982                                         | Dave McMillan        |                           |                  |                  |
| 1983                                         | Michael Andretti     | Conte Racing              |                  |                  |
| 1984                                         | Dan Marvin           |                           |                  |                  |
| 1985 Wschód                                  | Michael Angus        |                           |                  |                  |
| 1985 Zachód                                  | Jeff Wood            |                           |                  |                  |
| 1986 Wschód                                  | Scott Goodyear       |                           |                  |                  |
| 1986 Zachód                                  | Ted Prappas          |                           |                  |                  |
| 1987 Wschód                                  | Calvin Fish          |                           |                  |                  |
| 1987 Zachód                                  | Johnny O’Connell     |                           |                  |                  |
| 1988 Wschód                                  | Steve Shelton        |                           |                  |                  |
| 1988 Zachód                                  | Dean Hall            |                           |                  |                  |
| Toyota Atlantic Championship                 |                      |                           |                  |                  |
| 1989 Wschód                                  | Jocko Cunningham     |                           |                  |                  |
| 1989 Zachód                                  | Hiro Matsushita      |                           |                  |                  |
| 1990 Wschód                                  | Brian Till           |                           |                  |                  |
| 1990 Zachód                                  | Mark Dismore         | P-1 Racing                |                  |                  |
| 1991                                         | Jovy Marcelo         | P-1 Racing                |                  |                  |
| 1992                                         | Chris Smith          |                           |                  |                  |
| 1993                                         | David Empringham     | Canaska Racing            |                  |                  |
| 1994                                         | David Empringham     |                           |                  |                  |
| 1995                                         | Richie Hearn         |                           |                  |                  |
| 1996                                         | Patrick Carpentier   | Lynx Racing               |                  |                  |
| 1997                                         | Alex Barron          | Lynx Racing               |                  |                  |
| 1998                                         | Lee Bentham          | Forsythe Racing           |                  |                  |
| 1999                                         | Anthony Lazzaro      | PPI Motorsports           |                  |                  |
| 2000                                         | Buddy Rice           | PPI Motorsports           |                  |                  |
| 2001                                         | Hoover Orsi          | P-1 Racing                |                  |                  |
| 2002                                         | Jon Fogarty          | Dorricott Racing          |                  |                  |
| 2003                                         | A.J. Allmendinger    | RuSPORT                   |                  |                  |
| 2004                                         | Jon Fogarty          | Sierra Sierra Racing      |                  |                  |
| 2005                                         | Charles Zwolsman Jr. | Polestar Racing Group     |                  |                  |
| Champ Car Atlantic                           |                      |                           |                  |                  |
| 2006                                         | Simon Pagenaud       | Team Australia            |                  |                  |
| 2007                                         | Raphael Matos        | Sierra Sierra Enterprises |                  |                  |
| Atlantic Championship                        |                      |                           |                  |                  |
| 2008                                         | Markus Niemelä       | Brooks Associates Racing  |                  |                  |
| 2009                                         | John Edwards         | Newman Wachs Racing       |                  |                  |
| SCCA Pro Racing Atlantic Championship Series |                      |                           |                  |                  |
| 2012                                         | David Grant          | Polestar Racing Group     |                  |                  |
| 2013                                         | Nie organizowano     | Nie organizowano          |                  |                  |
| 2014                                         | Daniel Burkett       | K-Hill Motorsports        |                  |                  |